# COP 15 (CBD) 2022 Kunming/Montreal
Die 15. Konferenz der Vertragsparteien des Übereinkommens der Vereinten Nationen über die biologische Vielfalt (UNCBD) im Jahr 2022 (COP 15) fand vom 7. Dezember 2022 bis 19. Dezember 2022 in Montreal, Kanada statt.

## Verschiebungen wegen der COVID-19-Pandemie
Die 15. Weltbiodiversitätskonferenz sollte ursprünglich vom 15. bis 18. Oktober 2020 im chinesischen Kunming stattfinden: Aufgrund der COVID-19-Pandemie wurde sie auf den 11. bis 15. Oktober 2021 (Videokonferenz) bzw. 25. April bis 8. Mai 2022 (Präsenztreffen) verschoben. Hier sollte mit einem neuen 10-Jahres-Plan eine Folge-Rahmenvereinbarung (Global Biodiversity Framework, „A New Deal for Nature and People“, „Kunming-Ziele“) für die 2020 auslaufenden „Aichi-Ziele“ beschlossen werden: Im September 2020 wurde bekannt, dass keins der dort genannten Ziele bis Fristende vollständig erreicht werden würde.
Beim ersten Konferenzteil Mitte Oktober 2021 sagte der gastgebende chinesische Staatschef Xi Jinping 1,5 Mrd. Yuan (200 Mio. Euro) für den Artenschutz in ärmeren Ländern zu: Er erklärte den Aufbau eines Fonds mit diesem eigenen Beitrag für die Unterstützung von Entwicklungsländern und lud andere Staaten ein, sich zu beteiligen. Xi sicherte auch verstärkte nationale Bemühungen zum Schutz der Biodiversität zu: China z. B. werde seine Naturschutzgebiete weiter ausbauen. Nach ihm äußerte sich überraschend der russische Präsident Wladimir Putin  – Russland spielte bis dahin bei den entsprechenden internationalen Anstrengungen keine prominente Rolle. Putin plädierte dafür, dass die jeweiligen nationalen Prioritäten und Besonderheiten berücksichtigt werden müssten. Die damalige deutsche Umweltministerin Svenja Schulze (SPD) setzte sich in Kunming – ebenfalls per Video – für ein „ehrgeiziges“ neues Rahmenabkommen ein: Sie stellte sich hinter das Ziel, 30 % der Landfläche und Meere bis 2030 unter Schutz zu stellen; dabei müssten die Umsetzung in nationale Pläne sowie die Zielerreichung kontrolliert werden.
Am 13. Oktober 2021 wurde eine „wenig konkrete“ Erklärung von Kunming angenommen: „Viele Staaten“ hätten zu dem auch von Svenja Schulze für Deutschland vertretenen 30 %-Flächenschutzziel aufgerufen. Die Verhandlungen darüber sollten im Januar 2022 fortgesetzt werden; die Nachfolgevereinbarung für die Aichi-Ziele sollte beim Folgetreffen im April/Mai 2022 verabschiedet werden.
Nach mehr als zwei Jahren wiederholter Verschiebungen und Online-Sitzungen trafen sich vom 14. bis 29. März 2022 in Genf wieder Vertreter der CBD-Parteien zu einer Konferenz in persona: Es wurden eine Reihe von Themen diskutiert, die zuvor in mehreren Online-Sitzungen erörtert worden waren. Im Mittelpunkt der Genfer Treffen standen die Verhandlungen über das sogenannte Post-2020 Global Biodiversity Framework (GBF). Mit diesem soll der globale Biodiversitätsverlust bis 2050 durch ein Gesamtpaket von Zielen und Maßnahmen gebremst und teilweise umgekehrt werden. Diese ausgearbeitete Vereinbarung wurde auf der COP 15 zur Abstimmung gestellt, welche vom 7. bis 19. Dezember 2022 unter chinesischem Vorsitz mit Huang Runqiu als Präsident im kanadischen Montreal stattfand.

## Abschlusserklärung
In der Abschlusserklärung – dem Kunming-Montreal Global Biodiversity Framework – wurde das 30 %-Flächenschutzziel aufgenommen, bei dem mindestens 30 % der globalen Landes- und Meeresfläche bis zum Jahr 2030 unter Schutz gestellt werden sollen. Auch wurden finanzielle Zusagen von reicheren zu ärmeren Staaten im Umfang von 20 Milliarden US-Dollar jährlich bis 2025 gemacht. Des Weiteren wurden Beschlüsse zur Reduzierung von Pestiziden (Halbierung bis 2030), Abbau von umweltschädlichen Subventionen (500 Milliarden) und Reduzierung der Rate des Artensterbens (auf ein Zehntel bis 2050) getroffen. Diese Erklärung ist nicht bindend und wurde vor allem von afrikanischen Staaten bei der siebenstündigen Abschlusssitzung der Konferenz kritisiert.